# EC Propriá
EC Propriá is een Braziliaanse voetbalclub uit Propriá in de staat Sergipe. De club wordt ook wel América do Sergipe of América-SE genoemd om het onderscheid te maken met andere clubs die América heten.

## Geschiedenis
De club werd opgericht op 13 oktober 1913 als Sergipe Foot-Ball Club en is daarmee een van de oudste clubs van de staat. In 1942 splitsten ontevreden leden van de club zich af en richtten América FC op. De huidige naam werd op 14 juni 1956 aangenomen.
In de jaren zeventig speelde de club een aantal jaar in de hoogste klasse van het Campeonato Sergipano. Sindsdien speelde de club nog maar sporadisch op het hoogste niveau, de laatste keer in 2003.